# Okunovo pravilo
V ekonomiji je Okunovo pravilo empirično opazovan odnos med brezposelnostjo in izgubami v proizvodnji države. Imenuje se po Arthurju Melvinu Okunu, ki je prvi predlagal odnos leta 1962. »Različica vrzeli« trdi, da se za vsak 1 % povečanja v stopnji brezposelnosti BDP države zmanjša za približno dodatna 2 % glede na potencialni BDP. »Različica razlike« opisuje odnos med kvartalno spremembo v brezposelnosti in kvartalno spremembo v realnem BDP. Stabilnost in uporabnost zakona je sporna.
Okunov zakon je empirični odnos. V Okunovi izvirni predstavitvi zakona 2-odstotno povečanje outputa ustreza 1-odstotnem upadu ciklične brezposelnosti, 0,5-odstotno povečanje v participaciji v delovni sili, 0,5-odstotno povečanje v delovnih urah na zaposlenega in 1-odstotno povečanje v outputu na delovne ure (produktivnost dela).
Okunov zakon trdi, da je povečanje v stopnji ciklične brezposelnosti za 1 odstotno točko povezano negativno rastjo realnega BDP za 2 odstotni točki. Odnos se razlikuje glede na državo in časovno obdobje.
Odnos je bil preizkušen z regresiranjem rasti BDP ali BNP na spremembo v stopnji brezposelnosti. Martin Prachowny ocenjuje, da je 3-odstotno zmanjšanje v outputu za vsak odstotek povečanja v stopnji brezposelnosti. Toda poudaril je, da je večina te spremembe v outputu zaradi sprememb v drugih dejavnikih in ne brezposelnosti, kot na primer utilizacija kapacitet in delovnih ur. Če so ti drugi dejavniki konstantni, se zmanjša povezanost med brezposelnostjo in BDP na približno 0,7 % za vsak 1 % spremembe v stopnji brezposelnosti. Zdi se, da se magnituda zmanjšanja za ZDA zmanjšuje skozi čas. Po Andrewu Abelu in Benu Bernankeju ocene na podlagi bolj sodobnih podatkov dajo okrog 2 % zmanjšanje v outputu za vsak 1 % povečanja v brezposelnosti.